# Sabon Gari
Sabon Gari – miasto w Nigerii, w stanie Sokoto. Według danych szacunkowych na rok 2009 liczy 14 288 mieszkańców.